# نودوک
نودوک یک روستا در ایران است که در دهستان براکوه شهرستان خوسف واقع شده‌است.